# Draba czuensis
Draba czuensis là một loài thực vật có hoa trong họ Cải. Loài này được Revuschkin & A.L.Ebel mô tả khoa học đầu tiên năm 1998.